# كيشيا كول
كيشيا كول (بالإنجليزية: Keyshia Cole) (ولدت كيشيا ميشا جونسون يوم 15 أكتوبر، 1981)[4] وهي فنانة أمريكية. وقد اصدرت البومها الذي حقق مبيعات بلاتينية لأول مره في يوليو 2005 باسم  The Way It Is  ثم اصدرت ثاني البوماتها في سبتمبر 2009 باسم Just Like You. اما الألبوم الثالث فقد صدر في 16 ديسمبر، 2008 باسم A Different Me والاغانى اشتملت على "Playa Cardz Right" التي تميز الراب و" You Complete Me" و"Trust".

## روابط خارجية
- كيشيا كول على موقع IMDb (الإنجليزية)
- كيشيا كول على موقع ألو سيني (الفرنسية)
- كيشيا كول على موقع ميوزك برينز (الإنجليزية)
- كيشيا كول على موقع ميوزك برينز (الإنجليزية)
- كيشيا كول على موقع رولينغ ستون (الإنجليزية)
- كيشيا كول على موقع أول موفي (الإنجليزية)
- كيشيا كول على موقع قاعدة بيانات الأفلام السويدية (السويدية)
- كيشيا كول على موقع إن إن دي بي (الإنجليزية)
- كيشيا كول على موقع أول ميوزيك (الإنجليزية)
- كيشيا كول على موقع ديسكوغز (الإنجليزية)